# Piptostigma glabrescens
Piptostigma glabrescens Oliv. – gatunek rośliny z rodziny flaszowcowatych (Annonaceae Juss.). Występuje naturalnie w Kamerunie, Gabonie oraz Kongo. 

## Morfologia
PokrójZimozielone drzewo dorastające do 10–15 m wysokości. Młode pędy są owłosione.
LiścieMają kształt od podłużnie lancetowatego do odwrotnie jajowato lancetowatego. Mierzą 12–23 cm długości oraz 4–8 cm szerokości. Są lekko owłosione od spodu. Nasada liścia zbiega po ogonku. Blaszka liściowa jest o spiczastym wierzchołku. Ogonek liściowy jest owłosiony i dorasta do 1–3 mm długości.
KwiatySą pojedyncze lub zebrane w wiechy, rozwijają się w kątach pędów lub bezpośrednio na pniach i gałęziach (kaulifloria). Mają czerwonawą barwę. Osiągają do 60 mm długości. Działki kielicha mają trójkątny kształt, są owłosione i dorastają do 3–5 mm długości. Płatki zewnętrzne mają trójkątny kształt i osiągają do 5–7 mm długości, natomiast wewnętrzne są lancetowate i  mierzą 4–5 cm długości. Kwiaty mają 6–7 owłosionych owocolistków o podłużnym kształcie i długości 3 mm.
OwocePojedyncze mają podłużnie cylindryczny kształt, zebrane w owoc zbiorowy. Są owłosione, siedzące. Osiągają 4–4,5 cm długości i 2–2,5 cm szerokości.

## Biologia i ekologia
Rośnie w wilgotnych lasach.